# Comuna Zoreane, Mejova
Zoreane (în ucraineană Зоряне) este o comună în raionul Mejova, regiunea Dnipropetrovsk, Ucraina, formată din satele Krutoiarivka, Mala Pokrovka, Malieve, Malievske, Novopetrovske, Petrovske, Poltavske și Zoreane (reședința).

## Demografie
Componența lingvistică a satului Zoreane
     Ucraineană (91,23%)
     Rusă (3,81%)
     Alte limbi (0,21%)
Conform recensământului din 2001, majoritatea populației satului Zoreane era vorbitoare de ucraineană (91,23%), existând în minoritate și vorbitori de rusă (3,81%).